# Église de la Résurrection-du-Christ de Karakaj
Pour les articles homonymes, voir Église de la Résurrection.
L'église de la Résurrection-du-Christ (en serbe cyrillique : Храм Васкрсења Христовог ; en serbe latin : Hram Vaskrsenja Hristovog) est située en Bosnie-Herzégovine, sur le territoire du village de Karakaj et dans la municipalité de Zvornik. Cette église a été construite en 2008.